# Boeing 377

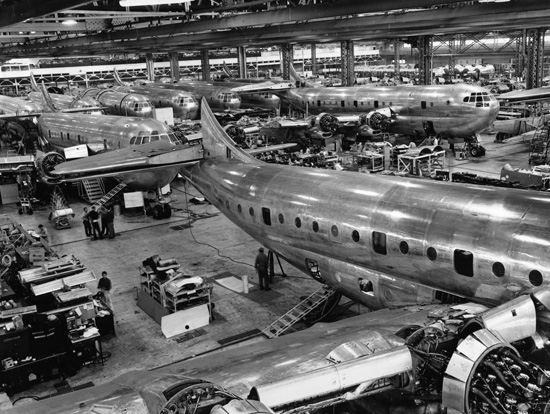
Productiehal Boeing 377

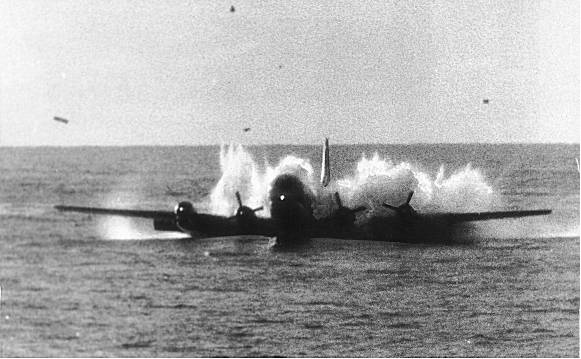
Pan Am vlucht 6 maakt gecontroleerde noodlanding op zee

De Boeing 377 is een viermotorig passagiersvliegtuig dat in 1947 is ontwikkeld uit de B-29 Superfortress-bommenwerper.

## Voorgangers
Op basis van de B-29 ontwikkelde Boeing op verzoek van de USAF een groter vrachttoestel, de C-97 (vrachtvliegtuig) en later kwam de KC-97 (tankvliegtuig) erbij. Boeing voorzag dat de afzet van militaire vliegtuigen na de Tweede Wereldoorlog zou inzakken en zocht naar alternatieven. Het besloot een passagiersvliegtuig op de markt te brengen om te concurreren met de Lockheed Constellation en de Douglas DC-4. Nog voor de eerste vlucht plaatste Pan American World Airways (Pan Am) een bestelling voor twintig toestellen, deze opdracht had een waarde van 24,5 miljoen dollar.

## Ontwikkeling en beschrijving
De Boeing 377 Stratocruiser lijkt veel op de militaire C-97, beide toestellen hebben een rompdoorsnede die lijkt op een omgekeerde figuur “8”. Deze is ontstaan doordat men, uitgaande van het ontwerp van de B-29, de bovenste romphelft verving door een met een grotere doorsnede. De binnenruimte was 187 m³ groot en had twee dekken. Het onderste dek diende als een lounge met 14 zitplaatsen. Er konden tot zo'n 114 passagiers mee, afhankelijk van de gekozen indeling. Voor het comfort van de passagiers had het airconditioning en een constante druk in de cabine. Er werd één prototype gebouwd en 55 vliegtuigen voor de verkoop. 
De eerste vlucht was op 8 juli 1947. Drie toestellen hebben gedurende de hele testfase in totaal 400.000 km afgelegd. Na de officiële goedkeuring van de autoriteiten gaf de Amerikaanse regering financiële steun aan Northwest Airlines om het toestel te kopen. De luchtvaartmaatschappij kreeg aantrekkelijke opdrachten voor het postvervoer naar bestemmingen in de Stille Oceaan en een lening tegen zachte voorwaarden om de aankoop te betalen. Deze overeenkomst leidde tot protesten want andere maatschappijen kregen deze gunstige voorwaarden en contracten niet. Andere kopers waren British Overseas Airways Corporation (BOAC), American Overseas Airlines (in 1950 samengevoegd met Pan Am) en United Airlines. De laatste Boeing 377 werd in mei 1950 geleverd aan BOAC. Al in 1954 nam United Airlines de Stratocruiser uit dienst. De toestellen werden verkocht aan BOAC, die ze na ongeveer tien jaar diensttijd doorverkocht aan Transocean Air Lines.

## Ongevallen
Diverse Stratocruisers zijn bij ongevallen verloren gegaan. Bijzonder was het ongeval met Pan Am vlucht 6 op 19 oktober 1956. De Stratocruiser 10-29 (Clipper Sovereign of the Skies) was bezig met een vlucht rond de wereld van Philadelphia naar San Francisco. Boven de Stille Oceaan kreeg het toestel problemen met twee van de vier motoren. Ten noordoosten van Hawaï maakte het een succesvolle noodlanding op zee. De piloten hadden de tijd om naar de plaats te vliegen waar het Amerikaanse marineschip USCG Pontchartrain lag. Nadat het vliegtuig was geland hebben de reddingsboten de passagiers en bemanning gered. Alle 31 personen aan boord hebben het overleefd.

## Gebruikers
Ecuador
- Línea Internacional Aérea

 Israël
- Israeli Air Force

 Verenigd Koninkrijk
- British Overseas Airways Corporation

 Verenigde Staten
- American Overseas Airlines
- Northwest Airlines
- Pan American World Airways
- Transocean Air Lines
- United Airlines

 Venezuela
- Rutas Aéreas Nacionales SA

 Denemarken  Zweden  Noorwegen
- Scandinavian Airlines System (vliegtuig niet geleverd - doorverkocht aan BOAC)